# Cumberland (rzeka)
Cumberland (ang. Cumberland River) – rzeka w amerykańskich stanach Kentucky i Tennessee, dopływ rzeki Ohio.
Cumberland jest lewym dopływem Ohio; powstaje z połączenia rzek Poor Folk i Clover Folk, które wypływają z wyżyny Cumberland. Głównymi dopływami są rzeki Little, Red (prawe) oraz Big South Fork, Obey, Caney Fork, Harpeth (lewe). Na rzece znajdują się wodospady Cumberland Falls (objęte parkiem stanowym). Rzeka żeglowna około 740 km od zapory Wolf Creek.